# Pedaliodes cocytia
Pedaliodes cocytia är en fjärilsart som beskrevs av Felder 1867. Pedaliodes cocytia ingår i släktet Pedaliodes och familjen praktfjärilar. Inga underarter finns listade i Catalogue of Life.